# Sikhounxay Ounkhamphanyavong
Sikhounxay Ounkhamphanyavong (ur. 18 listopada 1982) – laotański pływak, olimpijczyk.
Wystąpił na igrzyskach olimpijskich w Sydney (2000). Do igrzysk przygotowywał się na zanieczyszczonym basenie w Laosie, który miał połowę długości basenu olimpijskiego (25 m) – była to zarazem największa ówczesna arena pływacka w tym kraju. 
Wystartował w jednej konkurencji. Wziął udział w eliminacjach na 50 metrów stylem dowolnym. Z czasem 27,03 s zajął ostatnie 8. miejsce w swoim wyścigu kwalifikacyjnym. Był to 70. czas eliminacji (zawody ukończyło 75 pływaków). Za sprawą startu w Sydney został pierwszym pływakiem z Laosu, który wziął udział w igrzyskach olimpijskich.